# Parque Katalapi
El Santuario de la Naturaleza Parque Katalapi es un parque chileno ubicado en la localidad de Pichiquillaipe, Puerto Montt, región de Los Lagos. Destaca por una gran diversidad de flora y fauna nativa propia del bosque valdiviano con presencia de humedales, siendo representativo del bosque nativo de baja altitud (nivel del mar). Fue declarado como Santuario de la Naturaleza por el Consejo de Monumentos Nacionales en noviembre de 2020. El Parque es administrado por una fundación privada creada en 2017 por iniciativa de la familia Corcuera Vliegenthart, y cuenta con tres ejes de trabajo: conservación, investigación y educación ambiental.

## Misión institucional
La misión del parque es asegurar la conservación del patrimonio natural y cultural de Chile, mediante actividades que mejoren la conexión con la naturaleza y la comprensión de ella.
El parque cuenta con senderos, servicios de guía, capacitación, monitoreo ecológico, programas pedagógicos, promoción de la investigación científica, talleres, charlas, campamentos y publicaciones. Institucionalmente, participa en redes colaborativas como el Comité Regional de Educacional Ambiental (CREA) de Los Lagos y la Asociación Gremial Así Conserva Chile. Además, desde 2014 es una Estación Biológica de la Universidad de Concepción y agente en otros programas educativos.

## Historia
Hacia finales del siglo XX el parque era utilizado por colonos y habitantes locales para la agricultura de subsitencia, la ganadería y la producción de construcciones a partir de la leña. Esto impidió conservar el bosque primario de la zona, sin embargo, entrega pistas sobre la regeneración de la naturaleza y la importancia de conservar y proteger la biodiversidad. A razón de ello es que la Fundación Katalapi ha impulsado ser un Área Protegida del Estado, integrada al Plan Nacional de Humedales 2018-2022, y a la Red Nacional de Centros de Educación Ambiental, inclusive es un Área para la conservación de murcielagos por la Red Latinoamericana y del Caribe para la Conservación de Murciélagos (RELCOM).

## Ecosistema

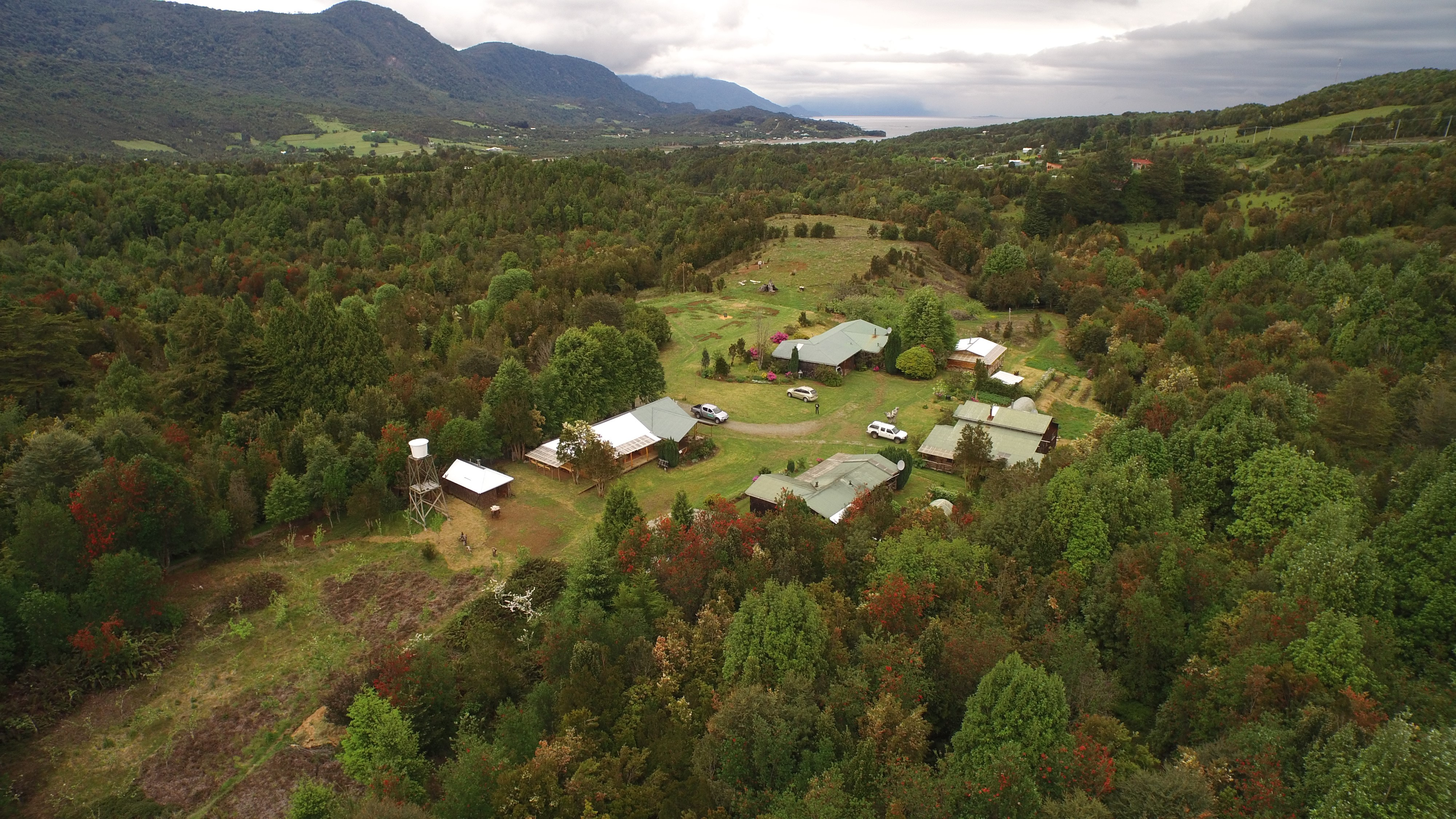
Vista área del Parque Katalapi

El Parque se encuentra en la zona de transición de la «Reserva de la Biósfera de los Bosques Templados Lluviosos de los Andes Australes», declarada por la UNESCO en 2007, una ecorregión ubicada principalmente en el centro-sur de Chile y algunas áreas al sudoeste de Argentina. Dentro de su perímetro cuenta con el límite natural del río Tepual, dos esteros que cruzan el predio, distintos pozones naturales y una laguna.
Los objetivos de conservación del parque son el bosque templado lluvioso valdiviano, el sistema hidrobiológico, la fauna vertebrada e invertebrada, y la fauna acuática y sus servicios ecosistémicos para el bienestar humano y procesos naturales. Debido a esto, se le considera un laboratorio natural de excepción para la investigación ecofisiológica.

### Flora
El parque cuenta con una amplia variedad en flora como el helecho katalapi (Blechnum magellanicum) —que le da el nombre al parque— y la costilla de vaca (Blechnum chilensis). También especies del tipo Nothofagus, Mirtaceae y matorrales de un color verde permanente. Otras plantas y árboles como coihues (Nothofagus nitida), arrayanes, canelos (Drimys winteri), ulmos (Eucryphia cordifilia), melís (Amomyrtus meli), tineos, etc.

### Fauna
Entre las especies de fauna se encuentran aproximadamente 15 especies de mamíferos como el marsupial monito del monte (Dromiciops glíroídes), el felino güiña (Leopardus guigna), el murciélago rojo (Lasiurus varius), el murciélago oreja de ratón del sur (Myotis chiloensis), el murciélago orejudo de Magallanes (Histiotus magellanicus), 7 de anfibios como la rana esmeralda (Hylorina sylvatica), la ranita de antifaz (Batrachyla taeniata) y el sapito de cuatro ojos (Pleurodema thaul), 2 especies de reptiles como Liolaemus pictus y Tachymenis chilensis, al menos 32 especies de aves con presencia regular como el huairavo (Nycticorax nycticorax), 60 especies de insectos y crustáceos en los humedales como Hyalella chiloensis y Aegla abtao y otros crustáceos zooplanctónicos como Simocephalus sp., Chydorus sphaericus y Eucyclops serrulatus.

## Galería de imágenes
|                |
| Laguna Chapito |

|         |
| Refugio |

|                  |
| Helecho katalapi |

|                            |
| Ingreso al Parque Katalapi |